# Eugène Marais
Eugène Nielen Marais (/ˈjuːdʒiːn ˈniːlɨn mɑːˈreɪ/; 9 de enero de 1871 – 29 de marzo de 1936) fue un abogado, naturalista, poeta y escritor sudafricano. Ha sido considerado como un genio intelectual y un héroe afrikáner.

## Primeros años: antes y durante la Guerra de los bóeres
Marais nació en Pretoria, decimotercero y último hijo de Jan Christiaan Nielen Marais y de Catharina Helena Cornelia van Niekerk (el origen del apellido francés Marais en la región era debido a Charles y a Claude Marais, naturales de la región de París).
Acudió a la escuela en Pretoria, Boshof y Paarl; gran parte de su primera educación fue en inglés, idioma de sus poemas más tempranos. A los dieciséis años de edad todavía estaba estudiando, pero después de dejar la escuela trabajó en Pretoria como asistente legal y también como periodista, antes de llegar a ser dueño (con veinte años) del diario "Land en Volk" (Tierra y Pueblo en afrikáans), implicándose profundamente en la política local.
Empezó a consumir opiáceos a una temprana edad, convirtiéndose en adicto a la morfina (entonces se consideraba un fármaco seguro que no creaba hábito). Esta adicción llegó a condicionar sus actos con mayor o menor alcance a lo largo del resto de su vida. Cuando se le preguntaba por las razones para tomar drogas, aducía su salud enferma, el insomnio y, más tarde, la muerte de su joven mujer a raíz del nacimiento de su único hijo. Mucho después, culpó de su adicción a su tratamiento mientras estuvo enfermo de malaria en Mozambique. También se ha dicho que su uso de fármacos era experimental, influido por la filosofía de Thomas de Quincey.
Se casó con Aletta Beyers, que murió de fiebre puerperal un año más tarde, ocho días después del nacimiento de su único hijo. En 1897 —todavía un veinteañero–  viajó a Londres, inicialmente para estudiar medicina. Aun así, bajo la influencia de sus amigos, ingresó en el Inner Temple para estudiar leyes (licenciándose como abogado defensor). Cuándo estalló la Guerra de los Bóeres en 1899, quedó en libertad bajo palabra en su condición de extranjero y enemigo potencial del Imperio Británico. Durante la parte final de la guerra se unió a una expedición alemana encargada de fletar munición y medicinas para los comandos bóeres a través del África Oriental Portuguesa (ahora Mozambique). Sin embargo, en esta área tropical cayó enfermo de malaria, y antes de que los suministros pudiesen ser entregados a los bóeres, la guerra ya había terminado.

## Después de la guerra
A partir de 1905, Marais se dedicó al estudio de la naturaleza en Waterberg ("Montaña de Agua"), una zona salvaje al norte de Pretoria, y escribió en afrikáans (su lengua natal) sobre los animales observados. Su estudio de las termitas le llevó a la conclusión de que cada colonia debía ser considerada como un organismo único, una idea premonitoria por la que apostó en su tiempo, muchas generaciones antes de ser elaborada por Richard Dawkins. En el Waterberg, Marais también estudió la mamba negra, la cobra escupidora y la víbora bufadora. Además, hizo observaciones sistemáticas de un grupo concreto de mandriles, y a partir de estos estudios se redactaron numerosos artículos para diversas revistas, y los libros titulados "My Friends the Baboons" (Mis Amigos los Babuinos) y "The Soul of the Ape" (El alma del Simio). Está reconocido como el padre del estudio científico del comportamiento de los animales, conocido como "etología".
Plagio de su obra "Die Siel van die Mier"
Su libro Die Siel van die Mier (literalmente, El alma de la hormiga, aunque normalmente traducido en inglés como El alma de la termita) fue plagiado por el ganador del premio Nobel Maurice Maeterlinck, quien publicó La vida de la termita en 1926, reclamando falsamente muchas de las ideas revolucionarias de Marais como propias. Maeterlinck fue capaz de apropiarse de la obra del sudafricano porque era belga y, aunque su lengua materna era el francés, hablaba con fluidez el neerlandés, del que el afrikáans deriva. En aquel tiempo era común que determinados artículos de cierto nivel publicados en afrikáans fuesen reproducidos en publicaciones y revistas flamencas y neerlandesas. Marais consideró emprender acciones judiciales contra Maeterlinck, pero abandonó la idea debido a los costes y al esfuerzo necesarios para la tramitación de la demanda.
Segundo Movimiento de la Lengua Afrikáans
Como dirigente del Segundo Movimiento de la Lengua Afrikáans, Marais prefirió escribir en este idioma y su trabajo fue traducido a varias lenguas internacionales durante sus últimos años de vida y después de su muerte.
El antropólogo social Robert Ardrey dijo en su introducción a "El alma del simio" cuando el libro fue publicado en 1969, que: «Como científico fue único, supremo en su tiempo, un trabajador en una ciencia todavía por nacer». También se refiere extensamente al trabajo de Marais en su libro Génesis africana.
Hay evidencias de que el tiempo que dedicó a sus investigaciones en las montañas salvajes del norte de Pretoria le trajeron la felicidad y la paz, y le proporcionaron además inspiración artística. En el poema Waar Tebes in die stil woestyn, escribe (traducido al inglés por J. W. Marchant):

Allí conocería la paz una vez más, donde (el monte) "Tebes" levantó desde el desierto tranquilo sus imponentes rocas talladas a las alturas.

Como se ha señalado, Marais era un adicto a la morfina desde mucho tiempo atrás, y sufría episodios de melancolía, insomnio, depresión y sentimientos de aislamiento. El "robo"  de sus ideas pesó fuertemente en su mente y se dice que esto pudo precipitar su muerte, a pesar de que también se ha argumentado que este asunto pudo tener sobre su estado de ánimo un efecto electrizante y vigorizador. Lo que es cierto es que este hecho atrajo de forma favorable la atención de la opinión pública sobre Marais.
Algunos de sus mejores poemas tratan de las maravillas de la vida y de la naturaleza pero también escribió sobre la inexorabilidad de la muerte. Marais estuvo aislado en algunas de sus creencias. Era un panteísta confeso y proclamó que el único tiempo que pasó en el interior de una iglesia fue durante las bodas. A pesar de ser un patriota afrikáner, Marais era comprensivo con los valores culturales de los pueblos tribales negros del Transvaal; esto se aprecia en poemas como "Die Dans van die Reën" (El baile de la lluvia).
Suicidio
En 1936, privado de morfina durante algunos días, tomó prestada una escopeta (con el pretexto de matar una serpiente) y se disparó en el pecho. Esta primera herida no fue mortal, por lo que Marais acabó definitivamente con su vida disparándose de nuevo a continuación, esta vez con el cañón del arma en su boca. Esto ocurrió en la granja Pelindaba, propiedad de su amigo Gustav Preller. Para quienes están familiarizados con el humor negro de algunos de sus poemas, hay que señalar la funesta ironía de que en la lengua zulú, "Pelindaba" significa "El fin del negocio" (aunque la interpretación más común es "Lugar de grandes reuniones"). Marais y su mujer Lettie están enterrados en "Heroes' Acre", Pretoria.

## Legado

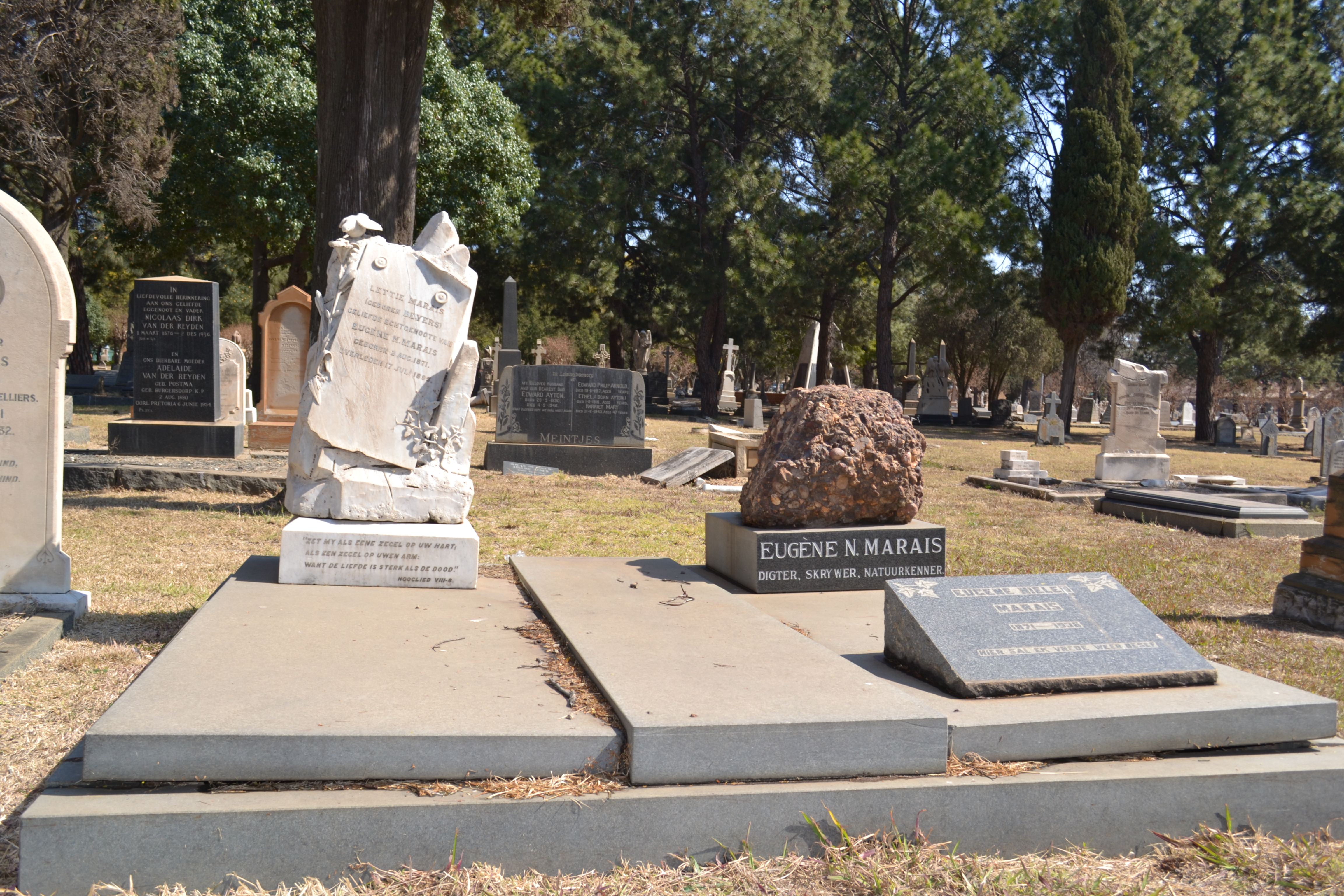
Tumba de Marais en Kerkstraat, Pretoria.

- Marais trabajó como naturalista, pero no de la manera usual hasta entonces (fue uno de los primeros científicos en desarrollar la etología, repetidamente reconocido como tal por Robert Ardrey y otros etólogos posteriores), aunque obtuvo por ello menos atención pública y agradecimiento que por sus contribuciones como literato.[10]
- Descubrió una nueva especie de planta, la cícada de Waterberg, nombrada después en su honor como (Encephalartos eugene-maraisii).
- Fue la primera persona en estudiar el comportamiento de los primates salvajes y sus observaciones continúan siendo citadas en biología evolutiva contemporánea.[11]
- Es uno de los más grandes poetas afrikáneres y quizá el más popular, a pesar de que su producción no fue muy extensa. Opperman le describió como el primer poeta afrikáner profesional; Marais opinaba que el oficio era tan importante como la inspiración para la poesía.
- Junto con J.H.H. de Waal y G.S. Preller, fue uno de los líderes principales en el "Segundo Movimiento del Afrikaans" en el periodo inmediatamente después de la segunda guerra bóer, finalizado en 1902.
- Una vindicación de la condición de Marais como héroe afrikáner fue publicada en el año 2004 por la historiadora Sandra Swart.[12]
- Die Wonderwerker. Esta película de 2012 dirigida por Katinka Heyns explora su convalecencia de malaria en una granja en el Waterberg.[13]